# Adrián Escudero
Adrián Escudero García (Madri, 24 de novembro de 1927 - Madri, 7 de março de 2011) foi um futebolista espanhol que jogou como um atacante.